# Рафаель Банкельс
Рафаель Банкельс Гарафулла (ісп. Rafael Banquells Garafulla; 25 червня 1917, Гавана, Куба — 27 жовтня 1990, Мехіко) — мексиканський актор та режисер.

## Життєпис
Народився 25 червня 1917 року у Гавані. У двохрічному віці вперше знявся у кіно: його батьки взяли його з собою в поїздку до Іспанії, де випадково опинилися поряд з місцем зйомок фільму «La dama duende», й режисер Хосе Марія Кадіна попросив дозволу зняти малого в епізоді. Наступного разу він брав участь у кінозйомці 1936 року, теж в Іспанії. 1940 року Банкельс перебрався до Мехіко, де й прожив решту життя. Працював в кінематографі у різних жанрах в якості актора, режисера, оператора та продюсера. Його творчий доробок як актора налічує 76 робіт у фільмах та теленовелах. У якості головного або другого режисера ним поставлено 34 теленовели. У 1960-х роках ним був заснований власний театр. У 1979 році працював другим режисером на зйомках відомої теленовели «Багаті теж плачуть» з Веронікою Кастро та Рохеліо Герра, у якій також виконав роль падре Адріана (а його дочка — роль Естер). 
1934 року Банкельс одружився з пуерториканською акторкою Бланкою де Кастехон. Розлучилися 1946 року. 1947 року його другою дружиною стала акторка Сільвія Піналь, їхня дочка Сільвія Паскель (також акторка) народилася 1950 року. Цей шлюб розпався 1952 року. 1955 року одружився з акторкою  Діною де Марко. В подружжя народились п'ятеро дітей — Хуан Мануель, Росіо (співачка та акторка), Марі Пас (акторка), Рафаель-молодший (актор і режисер) та Аріадна.
Рафаель Банкельс помер 27 жовтня 1990 року у Мехіко в 73-річному віці.

## Вибрана фільмографія
Актор

| Рік       |   | Українська назва                          | Оригінальна назва                           | Роль                     |
| --------- | - | ----------------------------------------- | ------------------------------------------- | ------------------------ |
| 1947      | ф | Приватне життя Марка Антонія та Клеопатри | La vida intima de Marco Antonio y Cleopatra | Марк Антоній             |
| 1949      | ф | Ацтекська Венера                          | Una mujer con pasado                        | Хорхе                    |
| 1949      | ф | Гріх Лаури                                | El pecado de Laura                          | Педро                    |
| 1952      | ф | Пасіонарія                                | Pasionaria                                  | Хуан                     |
| 1952      | ф | Він                                       | El                                          | Рікардо Лухан            |
| 1958      | с | Гутьєррітос                               | Gutierritos                                 | Анхель Гутьєррес         |
| 1959      | с | Моя дружина розлучається                  | Mi esposa se divorcia                       |                          |
| 1960      | с | Дім ненависті                             | La casita del odio                          |                          |
| 1967      | с | Адріана                                   | Adriana                                     | Теофіліо                 |
| 1971—1973 | с | Італійка збирається заміж                 | Muchacha italiana viene a casarse           | Хосеф                    |
| 1972      | с | Карета                                    | El carruaje                                 | Фредерік Форе            |
| 1973      | ф | Чорна Відіта                              | Vidita negra                                | Роберто                  |
| 1974      | с | Зловмисниця                               | Ha llegado una intrusa                      | Рафаель Морено           |
| 1977      | с | Принижені та ображені                     | Humillados y ofendidos                      | дон Ніколас              |
| 1979      | с | Вівіана                                   | Viviana                                     | доктор Навас             |
| 1979—1980 | с | Багаті теж плачуть                        | Los ricos tambien lloran                    | падре Адріан             |
| 1980—1981 | с | Соледад                                   | Soledad                                     | ліценціат Порфіріо Рейес |

Режисер
- 1958 — Крок над прірвою (ісп. Un paso al abismo), мінісеріал.
- 1959 — Ціна небес (ісп. El precio del cielo), телесеріал.
- 1959 — Тереса (ісп. Teresa), телесеріал.
- 1961 — Елена (ісп. Elena), телесеріал.
- 1979& — Багаті теж плачуть (ісп. Los ricos tambien lloran), телесеріал.
- 1980—1981 — Соледад (ісп. Soledad), телесеріал.
- 1983 — Амалія Батіста (ісп. Amalia Batista), телесеріал.
- 1985 — Прожити ще трохи (ісп. Vivir un poco), телесеріал.
- 1990 — Дні без Місяця (ісп. Días sin luna), телесеріал.